# Жозефін Нганді
Жозефін Нганді (англ. Josephine Ngandi; нар. 10 лютого 1992) — камерунська футболістка, захисниця українського клубу «Сістерс».

## Життєпис
У 2016 році переїхала до Казахстану, де підсилила клуб місцевої Вищої ліги «БІІК-Казигурт». За три сезони, проведені у вище вказаній країні зіграла 10 матчів у Вищій лізі. А в 2017 році разом з командою виграла національний чемпіонат. Виступала також у жіночій Лізі чемпіонів, де за два сезони провела 11 матчів.
Напередодні старту сезону 2019/20 років приєдналася до складу минулорічного бронзового призера чемпіонату України, «Восхода». У Вищій лізі України дебютувала 17 серпня 2019 року в переможному (6:2) виїзному поєдинку 5-о туру проти «Маріупольчанки». Жозефіна вийшла на поле в стартовому складі та відіграла увесь матч. 
Через російську агресію команда «Восход» знялась з чемпіонату та розпустила гравчинь. Жозефіна продовжила кар'єру в команді «SeaSters» з Одеси.

## Досягнення
«БІІК-Казигурт»
- Вища ліга Казахстану
  -  Чемпіон (1): 2017

«Восход»
- Вища ліга України
  -  Бронзовий призер (2): 2020, 2021

«Сістерс»
- Перша ліга України
  -  Чемпіон (1): 2024